# Schwarzau im Schwarzautal

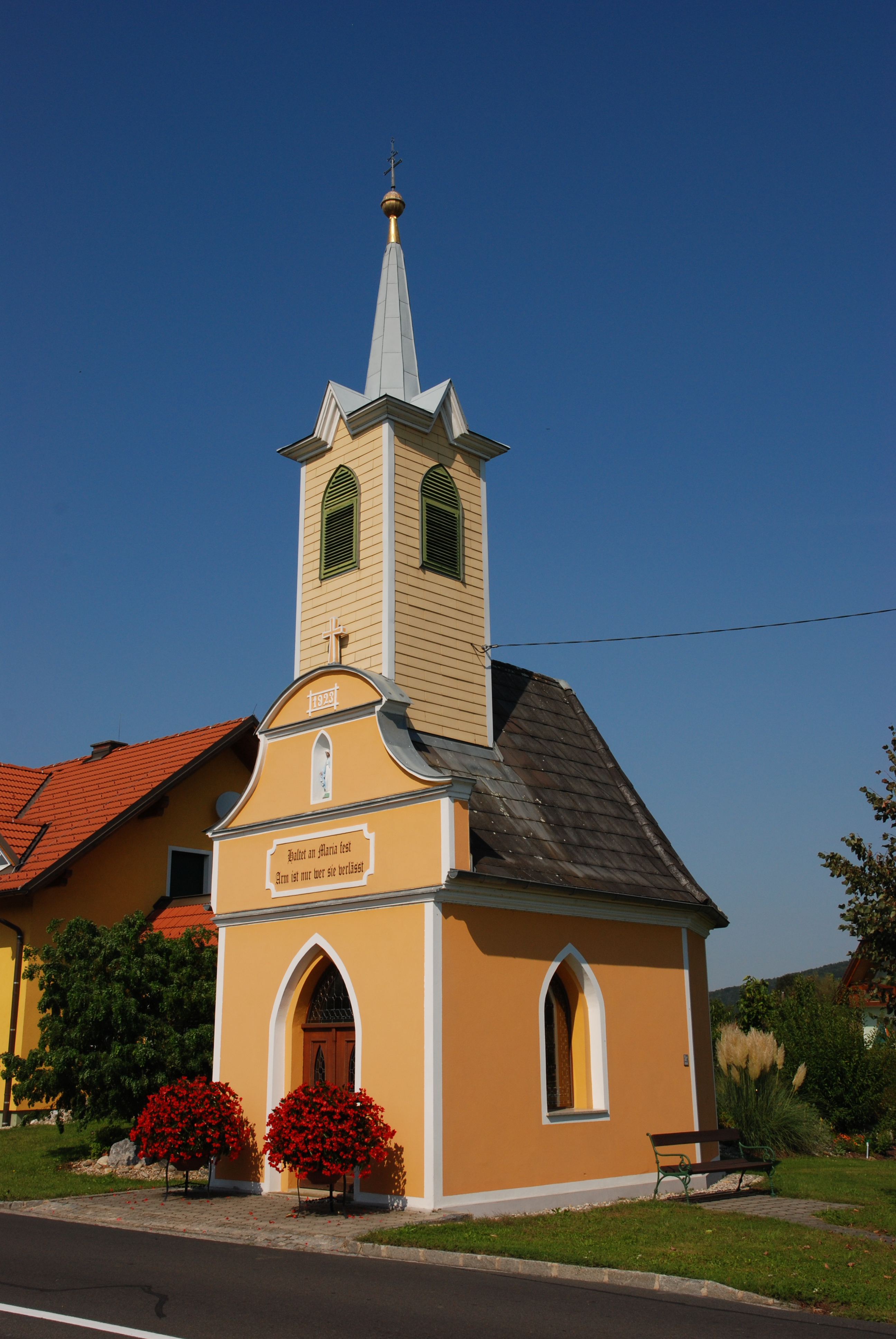
Kapelle Seibuttendorf

Schwarzau im Schwarzautal ist eine ehemalige Gemeinde im Südosten der Steiermark im Bezirk Südoststeiermark. Im Rahmen der Gemeindestrukturreform in der Steiermark wurde sie am 1. Jänner 2015 mit den Gemeinden Wolfsberg im Schwarzautal, Breitenfeld am Tannenriegel, Hainsdorf im Schwarzautal und Mitterlabill zusammengeschlossen. Die neue Gemeinde führt den Namen Schwarzautal. Grundlage dafür war ein gemeinsamer Antrag dieser Gemeinden.
Schwarzau im Schwarzautal gehört nach der Zusammenlegung zum politischen Bezirk Leibnitz wie bereits vorher die anderen Vorgängergemeinden der neuen Gemeinde Schwarzautal. Die Grenzen der Bezirke Südoststeiermark und Leibnitz wurden entsprechend geändert.
Ebenso wurden mit Wirkung ab 1. Jänner 2015 wurden die Gerichtsbezirke aufgrund der Veränderungen im Rahmen der Gemeindestrukturreform in der Steiermark in der „Bezirksgerichte-Verordnung Steiermark 2015“ neu definiert.

## Geografie
Schwarzau im Schwarzautal liegt an der Schwarzau circa 27 km südöstlich von Graz und etwa 20 km westlich der Bezirkshauptstadt Feldbach im Oststeirischen Hügelland.

### Gliederung
Das ehemalige Gemeindegebiet umfasste drei Ortschaften (in Klammern Einwohnerzahl Stand 1. Jänner 2024):
- Maggau (142)
- Schwarzau im Schwarzautal (289)
- Seibuttendorf (171)

Die frühere Gemeinde bestand aus zwei Katastralgemeinden (Fläche Stand 31. Dezember 2023):
- Maggau (514,88 ha)
- Schwarzau (535,84 ha)

### Nachbarorte
- im Norden: Kirchbach in Steiermark und Sankt Stefan im Rosental
- im Osten: Glojach
- im Süden: Wolfsberg im Schwarzautal
- im Westen: Breitenfeld am Tannenriegel und Mitterlabill

## Politik

### Gemeinderat
Der Gemeinderat wurde als Folge der Gemeindezusammenlegung mit 31. Dezember 2015 aufgelöst. Er bestand aus neun Mitgliedern, die alle der ÖVP angehörten. Andere Parteien traten zur Gemeinderatswahl 2010 nicht an.

### Wappen
Die Verleihung des Gemeindewappens erfolgte mit Wirkung vom 1. Juni 2008.

Blasonierung (Wappenbeschreibung):
„In von Schwarz zu Gold gespaltenem Schild rechts übereinander drei silberne, rot bordierte Rundspiegel, links ein roter Pferderumpf.“

## Wirtschaft und Infrastruktur
Schwarzau im Schwarzautal ist ein typisch ländlicher Ort mit vorwiegend land- und forstwirtschaftlicher Nutzung durch bäuerliche Klein- und Mittelbetriebe, die meist im Nebenerwerb geführt werden.
Als größter Gewerbebetrieb hat die Firma Neuroth (Optik, Akustik) in Schwarzau ihre Zentrale, in der Hörgeräte hergestellt werden. Weiters gibt es einen größeren Hühnerzuchtbetrieb (Bodenhaltung).